# مهناز افشار
مهناز اَفشار (زادهٔ ۲۱ خرداد ۱۳۵۶) بازیگر اهل ایران است. او حرفهٔ بازیگری را با مجموعهٔ تلویزیونی گمشده در سال ۱۳۷۷ آغاز کرد و در سال بعد با بازی در فیلم دوستان به سینما راه یافت. افشار در سال ۱۳۸۹ برای ایفای نقش در فیلم سعادت‌آباد توانست سیمرغ بلورین بهترین بازیگر نقش مکمل زن جشنواره فیلم فجر را کسب کند. او برای بازی در دارکوب (۱۳۹۶) و قسم (۱۳۹۷) نامزد دریافت سیمرغ بلورین بهترین بازیگر زن جشنواره فیلم فجر شد. او اکنون ممنوع‌التصویر است و در سال ۱۳۹۸ از ایران خارج شد و تابعیت آلمان را دارد.

## زندگی شخصی
مهناز افشار در ۲۱ خرداد ۱۳۵۶ در تهران و در خانواده‌ای اصالتاً ترک تبریز زاده شد. دیپلم دبیرستان را در رشتهٔ علوم تجربی گرفت و برای ادامهٔ تحصیل به مدت چهار سال در یک مؤسسهٔ غیرانتفاعی به تحصیل در رشتهٔ تدوین پرداخت. به علّت گرایش مذهبی، خانوادهٔ او در آغاز، مخالف بازیگری او بودند. او در کلاس‌های بازیگری حمید سمندریان آموزش دید.
مهناز افشار در خرداد ۱۳۹۳ با یاسین رامین فرزند محمدعلی رامین معاون مطبوعاتی وزیر فرهنگ و ارشاد اسلامی در دورهٔ دوم ریاست جمهوری محمود احمدی‌نژاد ازدواج کرد و سید محمد خاتمی خطبهٔ عقد آن‌ها را خواند. افشار و همسرش در اردیبهشت ۱۳۹۴ صاحب یک دختر شدند و نام او را «لیانا» گذاشتند. وی در سال ۱۳۹۸ از همسرش طلاق گرفت.

## فعالیت حرفه‌ای

### بازیگری
مهناز افشار بازیگری را با مجموعهٔ تلویزیونی گمشده در سال ۱۳۷۷ آغاز کرد و پس از آن با بازی در فیلم سینمایی دوستان به کارگردانی علی شاه‌حاتمی در سال ۱۳۷۷ به سینما راه یافت و با بازی در فیلم سینمایی شور عشق به کارگردانی نادر مقدس در سال ۱۳۷۹ شناخته شد. شباهت مهناز افشار به گوگوش در به شهرت رسیدنش و توجه رسانه‌ها به او در آغاز کارش تأثیرگذار بود. مهناز افشار در دهه ۱۳۸۰ از چهره‌های سینمای تجاری ایران شد و در سال‌های پایانی این دهه با بازی در فیلم‌های کارگردانان متفاوت سعی کرد تصویر شناخته‌شده‌اش را تغییر دهد؛ تلاشی که به دریافت چندین جایزه و تقدیرنامه از سوی منتقدان و جشنواره‌های معتبر داخلی انجامید. مهناز افشار در سال ۱۳۹۳ در یکی از نقش‌های اصلی در فیلم سینمایی معلم به کارگردانی ناصر سعیداف، کارگردان سرشناس تاجیکستان بازی کرد.

### تهیه‌کنندگی
در آبان ۱۳۹۱ کنسرت خیرخواهانه روزبه نعمت‌الهی به تهیه‌کنندگی مهناز افشار در مرکز همایش‌های برج میلاد برای کمک به زلزله‌زدگان آذربایجان برگزار شد. در این مراسم تعدادی از سینماگران و بازیگران و همچنین ورزشکاران حضور داشتند. روزبه نعمت‌الهی خوانندهٔ موسیقی پاپ در این مراسم، که «داروگ» نام گرفته بود قطعات «ای وطن»، «تویی نیازم»، «اگر یه روز بیای سراغم»، «تازه‌ترین زخم دلم»، «بازآمده‌ام»، «گل یاس»، «نفس کشیدن سخته» و «خلیج‌فارس» و «خاک وطنم» را اجرا کرد.

### داوری مسابقه استعدادیابی
او در سال ۱۳۹۸ به عنوان یکی از داوران در مسابقهٔ تلویزیونی پرشیاز گات تلنت حضور پیدا کرد که این اتفاق واکنش‌ها و بازخوردهای متفاوتی را در فضای مجازی به دنبال داشت.

## شکایت قضایی
مهناز افشار به دلیل پشتیبانی از دختران خیابان انقلاب و انتقاد از حجاب اجباری در ایران پرونده‌ای با اتهام تشویق مردم به فساد و فحشا دارد. همچنین به خاطر پشتیبانی از زندانیانی همچون یاسمن آریانی و محمدعلی طاهری، و همچنین انتقاد از کودک‌همسری با انتقاد شدید اصولگرایان ایران مواجه بوده و پرونده‌های قضایی با اتهام‌هایی مانند نشر اکاذیب، تبلیغ علیه نظام علیه او باز هستند.

## فیلم‌شناسی

### سینما
| سال تولید | نام فیلم                    | کارگردان                    |
| --------- | --------------------------- | --------------------------- |
| ۱۳۹۷      | قسم                         | محسن تنابنده                |
| ۱۳۹۷      | مهمانخانه ماه نو            | تاکفومی تسوتسویی            |
| ۱۳۹۷      | ناگهان درخت                 | صفی یزدانیان                |
| ۱۳۹۷      | آشفتگی                      | فریدون جیرانی               |
| ۱۳۹۷      | آبی به رنگ آسمان            | امیر رفیعی                  |
| ۱۳۹۶      | شاه‌کش                       | وحید امیرخانی               |
| ۱۳۹۶      | لس آنجلس تهران              | تینا پاکروان                |
| ۱۳۹۶      | خوک                         | مانی حقیقی                  |
| ۱۳۹۶      | دارکوب                      | بهروز شعیبی                 |
| ۱۳۹۵      | نهنگ عنبر ۲: سلکشن رؤیا     | سامان مقدم                  |
| ۱۳۹۵      | گیلدا                       | امید بنکدار، کیوان علیمحمدی |
| ۱۳۹۴      | ارادتمند؛ نازنین بهاره تینا | عبدالرضا کاهانی             |
| ۱۳۹۴      | خانه‌ای در خیابان چهل و یکم  | حمیدرضا قربانی              |
| ۱۳۹۳      | نهنگ عنبر                   | سامان مقدم                  |
| ۱۳۹۳      | معلم                        | ناصر سعیداف                 |
| ۱۳۹۳      | دلم می‌خواد                  | بهمن فرمان‌آرا               |
| ۱۳۹۲      | بیگانه                      | بهرام توکلی                 |
| ۱۳۹۲      | متروپل                      | مسعود کیمیایی               |
| ۱۳۹۱      | چه خوبه که برگشتی           | داریوش مهرجویی              |
| ۱۳۹۱      | از تهران تا بهشت            | ابوالفضل صفاری              |
| ۱۳۹۱      | هیچ‌کجا هیچ‌کس                | ابراهیم شیبانی              |
| ۱۳۹۰      | پل چوبی                     | مهدی کرم‌پور                 |
| ۱۳۹۰      | یک عاشقانه ساده             | سامان مقدم                  |
| ۱۳۹۰      | برف روی کاج‌ها               | پیمان معادی                 |
| ۱۳۸۹      | سعادت‌آباد                   | مازیار میری                 |
| ۱۳۸۹      | قصه پریا                    | فریدون جیرانی               |
| ۱۳۸۸      | طبقه سوم                    | بیژن میرباقری               |
| ۱۳۸۷      | پسر آدم، دختر حوا           | رامبد جوان                  |
| ۱۳۸۷      | خاطره                       | نادر طریقت                  |
| ۱۳۸۷      | امشب شب مهتابه              | محمدهادی کریمی              |
| ۱۳۸۷      | پوپک و مش ماشاالله          | فرزاد مؤتمن                 |
| ۱۳۸۷      | شیرین                       | عباس کیارستمی               |
| ۱۳۸۷      | دعوت                        | ابراهیم حاتمی‌کیا            |
| ۱۳۸۷      | شبانه‌روز                    | امید بنکدار، کیوان علیمحمدی |
| ۱۳۸۷      | انعکاس                      | رضا کریمی                   |
| ۱۳۸۶      | تسویه‌حساب                   | تهمینه میلانی               |
| ۱۳۸۶      | کلاغ پر                     | شهرام شاه‌حسینی              |
| ۱۳۸۵      | رئیس                        | مسعود کیمیایی               |
| ۱۳۸۵      | محاکمه                      | ایرج قادری                  |
| ۱۳۸۴      | آتش‌بس                       | تهمینه میلانی               |
| ۱۳۸۴      | تله                         | سیروس الوند                 |
| ۱۳۸۴      | چه کسی امیر را کشت؟         | مهدی کرم‌پور                 |
| ۱۳۸۴      | کارگران مشغول کارند         | مانی حقیقی                  |
| ۱۳۸۳      | آکواریوم                    | ایرج قادری                  |
| ۱۳۸۳      | سالاد فصل                   | فریدون جیرانی               |
| ۱۳۸۲      | کما                         | آرش معیریان                 |
| ۱۳۸۱      | سیزده گربه روی شیروانی      | علی عبدالعلی‌زاده            |
| ۱۳۸۱      | دختری در قفس                | قدرت‌الله صلح‌میرزایی         |
| ۱۳۸۱      | زهر عسل                     | ابراهیم شیبانی              |
| ۱۳۸۰      | نگین                        | اصغر هاشمی                  |
| ۱۳۷۹      | خاکستری                     | مهرداد میرفلاح              |
| ۱۳۷۹      | شور عشق                     | نادر مقدس                   |
| ۱۳۷۸      | شیرهای جوان                 | محسن محسنی‌نسب               |
| ۱۳۷۸      | دوستان                      | علی شاه‌حاتمی                |

### شبکه خانگی و تلویزیون
| سال تولید | نام سریال       | سمت          | کارگردان    |
| --------- | --------------- | ------------ | ----------- |
| ۱۳۹۹      | پرشیاز گات تلنت | داور         | سایمون کاول |
| ۱۳۹۶      | گلشیفته         | بازیگر       | بهروز شعیبی |
| ۱۳۹۵      | عاشقانه         | بازیگر       | منوچهر هادی |
| ۱۳۹۳      | عشق تعطیل نیست  | بازیگر       | بیژن بیرنگ  |
| ۱۳۹۲      | کلاه‌قرمزی ۹۲    | بازیگر مهمان | ایرج طهماسب |
| ۱۳۷۷      | گم‌شده           | بازیگر       | مسعود نوابی |

### تئاتر
| سال تولید | نام نمایش                    | کارگردان     | نقش   |
| --------- | ---------------------------- | ------------ | ----- |
| ۱۴۰۲      | خانه امن                     | حمید فرخ‌نژاد | رزا   |
| ۱۳۹۶      | الیور توئیست                 | حسین پارسایی | نانسی |
| ۱۳۹۳      | دور همی زنان شکسپیر          | بهاره رهنما  | ژولیت |
| ۱۳۹۱      | بیست و یک بار مردن در سی روز | صابر ابر     | زن    |
| ۱۳۹۰      | آمدیم، نبودید، رفتیم         | رضا حداد     |       |

## جوایز و افتخارات
- کاندید سیمرغ بلورین بهترین بازیگر نقش اول زن از سی و هفتمین دوره جشنواره فیلم فجر برای قسم ۱۳۹۷[۲۲]
- کاندید سیمرغ بلورین بهترین بازیگر نقش اول زن از سی و ششمین دوره جشنواره فیلم فجر برای دارکوب ۱۳۹۶[۲۳]
- کاندید سیمرغ بلورین بهترین بازیگر نقش اول زن از جشنواره فجر برای پل چوبی ۱۳۹۰
- برنده تندیس بهترین بازیگر زن از جشن دنیای تصویر برای طبقه سوم ۱۳۹۰
- برنده جایزه بهترین بازیگر نقش اول زن از انجمن منتقدان برای برف روی کاج‌ها ۱۳۸۹
- برنده دیپلم افتخار بهترین بازیگر زن از بخش نگاه نو جشنواره فجر برای برف روی کاج‌ها ۱۳۸۹[۲۴]
- کاندید تندیس بهترین بازیگر نقش مکمل زن از جشن خانه سینما برای سعادت‌آباد ۱۳۸۹
- برنده سیمرغ بلورین بهترین بازیگر نقش مکمل زن از جشنواره فجر برای سعادت‌آباد ۱۳۸۹
- برنده دیپلم افتخار بهترین بازیگر نقش اول زن از انجمن منتقدان برای طبقه سوم ۱۳۸۸
- کاندید سیمرغ بلورین بهترین بازیگر نقش مکمل زن از جشنواره فجر برای تسویه‌حساب ۱۳۸۶